# Haplocoelum acuminatum
Haplocoelum acuminatum är en kinesträdsväxtart som beskrevs av Ludwig Radlkofer. Haplocoelum acuminatum ingår i släktet Haplocoelum och familjen kinesträdsväxter. Inga underarter finns listade i Catalogue of Life.